# Nintendo DS Browser
Nintendo DS Browser — версия браузера Opera для Nintendo DS, разработанная компаниями Opera Software и Nintendo. Существуют отдельные версии для Nintendo DS и для Nintendo DS Lite. Это связано с различными требованиями к карте памяти.

## Запуск
15 февраля 2006 года Opera Software объявила о планах разработки браузера для Nintendo DS.
Выпуск Nintendo DS Browser в Японии состоялся 24 июля 2006 года по цене 3800¥, в Европе 6 октября 2006 года по цене €39.99, в Австралии браузер поступил в продажу 18 января 2007 года по цене 69.95A$ (~ 60 долл. США). В магазины поступила только версия для Nintendo DS Lite. Ограниченный тираж браузера для Nintendo DS реализовывался только через австралийское отделение Nintendo. В Северной Америке продажи стартовали 4 июня 2007 года по цене 29.99$. Позже эта версия стала доступна также в Сингапуре и Великобритании. Как и в случае с австралийским релизом, в открытую продажу поступила только версия для Nintendo DS Lite, браузер для обычной консоли распространялся через онлайн-магазин.

## Возможности
В качестве устройства ввода используется сенсорный экран консоли, управление браузером осуществляется с помощью виртуальной клавиатуры или системы распознавания рукописного ввода. В памяти Nintendo DS находятся фрагменты наиболее часто употребительного текста, среди которых есть, например, обозначения доменов верхнего уровня — .com и .org.
Браузер может осуществлять рендеринг веб-страниц в двух режимах: Small-Screen Rendering (SSR) и «Просмотр» (Overview). В режиме Small-Screen Rendering содержимое страниц отображается в один столбец — по ширине экрана. Например, если выводимая страница содержит текст, набранный в две колонки, то в этом режиме он будет перестроен последовательно в одну колонку. В режиме Overview страница отображается в своём первоначальном виде. На экране находится уменьшенное изображение страницы с прямоугольником, ограничивающим «активную область». Прямоугольник можно перемещать по эскизу страницы с помощью стилуса (пера) и, таким образом, просматривать тот или иной фрагмент страницы в исходном масштабе. Содержимое активной зоны выводится в верхней части сенсорного экрана. В активной области можно совершать обычные действия, такие как переход по ссылкам или ввод данных в поля формы.
Nintendo DS Browser подключается к Интернет через устройство Wi-Fi по стандарту беспроводной связи IEEE 802.11 или через точку доступа. Во время сеанса используется протокол безопасности WEP, в то же время более совершенный протокол WPA браузером не поддерживается.
Кроме того, компания Nintendo заключила договор с разработчиком в сфере сетевой и информационной безопасности Astaro на включение технологии фильтрации веб-контента в браузер для Nintendo DS. Технология Astaro Parental Control профессионально блокирует веб-сайты, содержащие нежелательный контент, и реализована как виртуальный прокси-сервер. Пользователь может настроить Nintendo DS так, чтобы страницы загружались через этот прокси-сервер. В свою очередь, этот параметр также может быть защищён паролем (например, родителями) во избежание доступа детей к нежелательной информации.
Что касается прочих возможностей браузера, можно отметить поддержку JavaScript, но в то же время отсутствует поддержка другой распространённой веб-технологии — Adobe Flash. Кроме того из-за ограниченности объёма внутренней памяти большинство ресурсоёмких задач, таких как просмотр видео или прослушивание музыки, в браузере выполнить невозможно.

## DS Lite memory expansion pak
Memory Expansion Pak — карта расширенной памяти, как и Rumble Pak не входит в стандартную поставку консоли DS, это один из дополнительных аксессуаров, входящих в DS Option Pak. Такая дополнительная память работает медленнее, чем встроенная внутренняя память консоли.
В связи с популярностью Nintendo DS Lite, американская версия Memory Expansion Pak ориентирована на эту приставку и не подходит к стандартной Nintendo DS. Стандартная версия Memory Expansion Pak для Nintendo DS поставляется с браузером в комплекте, но заказать её в США можно только непосредственно в представительстве Nintendo. Такое устройство не отличается по функциональности от карты памяти для Nintendo DS Lite, отличаясь от неё по форме.
Nintendo DS Browser — единственная программа, поставляемая Nintendo, которая требует наличия карты расширенной памяти, но при этом важно учитывать, что фактически это устройство необходимо при работе с большинством приложений, при работе с графикой, при запуске различных игр. Карта нужна также для запуска ряда программ из популярного неофициального пакета homebrew software, таких как DSLinux. Устройство было клонировано как часть устройства для SLOT-2: EZ Flash 3 в 1.

## DSi Browser
Эта версия браузера совместима только с игровой приставкой Nintendo DSi. Получить его можно только скачав из Nintendo DSi Shop (недоступная ссылка). Соединение с интернетом по-прежнему осуществляется посредством Wi-Fi (hotspots), также отпадает необходимость в беспроводном широкополосном доступе в Интернет.
Nintendo DSi Browser использует движок Presto 2.1 и поддерживает HTTP, HTTPS (отсутствует совместимость с другими типами протоколов, такими как FTP, электронная почта и т. д.), JavaScript, изображения (GIF, PNG, JPEG, BMP, ICO и др.). Браузер проходит тест Acid1, почти проходит Acid2 и набирает 53/100 в тесте Acid3.
Отсутствует совместимость с Flash, анимацией, аудио- (.mp3, .wma) и видеофайлами (такими как QuickTime (.avi) и Windows Media Video (.wmv), .mov, .mpeg4), а также файлами, для запуска которых требуется отдельные приложения (как Java, .pdf).
| Издание   | Баллы     |
| --------- | --------- |
| IGN       | 3.5 из 10 |
| Eurogamer | 8 из 10   |

Ошибка «Low Memory» может быть вызвана рядом обстоятельств:
- Сайт производит высокую нагрузку на приставку, в этом случае рекомендуется поискать мобильную версию сайта (можно попробовать заменить, например, www.yandex.ru на m.yandex.ru или pda.yandex.ru);
- Очистить список посещённых страниц («История»), нажатием кнопки «Удалить все»;
- На сайте могут быть размещены материалы, не поддерживаемые браузером.

## Отзывы
Браузер получил неоднозначные отзывы от прессы. Многие, кто тестировали браузер, отмечали существенные недостатки: низкую скорость загрузки веб-страниц и отсутствии поддержки Flash для аудио и видео.